# Francesco Segafredo
Francesco Segafredo (Bologna, 1952) è un imprenditore italiano legato a una lunga tradizione familiare nella torrefazione italiana, fondatore e presidente della Essse Caffè S.p.A.

## Biografia
Figlio di Giampiero Segafredo, rinomato imprenditore di Bologna, il quale aveva rilanciato l’azienda Segafredo (oggi Segafredo-Zanetti) nel dopoguerra, portandola nel giro di due decenni ad azienda leader nell'Horeca in Italia. Il nonno Gaspare Segafredo, torrefattore pioniere, fu il fondatore della Segafredo negli anni '30 a Bassano del Grappa.
Nel 1972 Francesco Segafredo, all'età di 19 anni, assume la direzione dell'azienda Segafredo, dopo la prematura scomparsa del padre Giampiero Segafredo, avvenuta in un incidente stradale. Nel 1974 è sequestrato per cinque giorni, finché il pagamento del riscatto da parte della famiglia porta alla sua liberazione
Nel 1979, Francesco Segafredo fonda assieme alle sue sorelle (Maria, Chiara e Cristina) la Essse Caffè, due anni dopo avere venduto la Segafredo alla famiglia Zanetti. Attraverso Essse Caffè continua la tradizione familiare dell'espresso italiano, in collaborazione con l'Università di Bologna, confermata dalla pubblicazione del libro La scienza del caffè (raccolta delle principali ricerche dal 1979 al 2019). 
L'imprenditore ha anche un forte legame con lo sport: nella sua gioventù fu campione nazionale giovanile di golf e regionale di sci, ed è oggi scalatore; d'altronde, attraverso l'Azienda, partecipa al sostegno dello sport inclusivo.